# Вернигородок
Верни́городок — село в Україні, у Глуховецькій громаді Хмільницького району Вінницької області. Населення становить 769 осіб.

## Географія
Через село тече річка Гульва, права притока Гуйви.
В околицях села на території Козятинського лісництва знаходяться ботанічний заказник загальнодержавного значення Сестринівська Дача та ботанічна пам'ятка природи місцевого значення Вікові дуби.

## Історія
Відповідно до книги Антона Бюшинга, що написана на матеріалах перепису за 1775 рік, у Вернигородку тоді налічувалось 43 дими, а селяни належали до категорії поміщицьких селян-данників.

За відомостями Лаврентія Похилевича 1864 року: 
|  | Вернигородок, село при реке Гуйве, между Сестриновкою и Белопольем, в 6 верстах от обоих мест. Жителей обоего пола: парвославных 1007, римских католиков в Вернигородском приходе (Вернигороде, Радзивиловке и Верболозах) 115. Земли 1463 десятины. Принадлежит помещице, графине Элеоноре Тишкевич. Церковь Рождество-Богородичная, деревяная, 5-го класа; земли имеет 40 десятин; построена неизвестно когда |

Станом на 1885 рік у колишньому власницькому селі Білопільської волості Бердичівського повіту Київської губернії мешкало 1045 осіб, налічувалось 140 дворових господарств, існували православна церква, 2 постоялих будинки та 2 водяних млини.
За переписом 1897 року кількість мешканців зросла до 1527 осіб (759 чоловічої статі та 768 — жіночої), з яких 1489 — православної віри.
У жовтні 2015 року Святійший Патріарх Філарет звершив освячення храму на честь Різдва Пресвятої Богородиці у Вернигородку.

## Населення
Згідно з переписом УРСР 1989 року чисельність наявного населення села становила 926 осіб, з яких 451 чоловік та 475 жінок.
За переписом населення України 2001 року в селі мешкало 768 осіб.

### Мова
Розподіл населення за рідною мовою за даними перепису 2001 року:
| Мова       | Відсоток |
| ---------- | -------- |
| українська | 98,83 %  |
| російська  | 1,04 %   |
| молдовська | 0,13 %   |

## Транспорт
Електропоїзди курсують за напрямком Козятин-Фастів-Київ зворотно.

## Постаті
- Москалюк Олександр Васильович (1963—2014) — старший лейтенант МВС України, учасник російсько-української війни.
- Крючков Віктор Леонідович (1992—2015) — молодший сержант Збройних сил України, учасник російсько-української війни.
- Цьох Йосип Терентійович (1916—1991) — сторик, професор, доктор історичних наук, заслужений працівник вищої школи Української РСР.

## Мережні посилання на джерела
- Wernyhorodek // Słownik geograficzny Królestwa Polskiego. — Warszawa : Druk «Wieku», 1893. — Т. XIII. — S. 234. (пол.)